# Georges Saché
Georges Saché (Besançon, 10 de novembro de 1876 - Paris, 12 de maio de 1902) foi um mecânico francês.

## Biografia
Aluno estudioso, Saché conquistou cedo o seu diploma, tendo deixado a escola aos 15 anos. No curso de modelagem, ele ganhou uma medalha de bronze, a qual recusou por considerar a recompensa acima do seu mérito. Seu gosto pronunciado por invenções levou-o a se tornar aprendiz de um eletricista chamado Cromer. Depois de trabalhar para um fabricante de bicicletas de nome Soreau, ele foi aceito como mecânico por Buchet, conhecido fabricante de motores leves.
Em 5 de novembro de 1897, ele foi incorporado ao quadragésimo regimento de artilharia em Saint-Mihiel. Um ano depois, ele saía primeiro canhoneiro, dispensado como arrimo de família. Logo ele reintegrava as oficinas Buchet. Em 1901, o inventor Louis Roze levou-o ao seu gabinete para a montagem da parte mecânica do balão que projetara. Esse balão, construído no aeródromo de Colombes, jamais foi terminado. Com a suspensão dos trabalhos, Saché, que tinha adquirido uma grande prática nos motores Buchet, ofereceu a sua colaboração ao brasileiro Augusto Severo de Albuquerque Maranhão na construção do dirigível Pax, que a aceitou imediatamente.
Saché não fez qualquer ascensão em balão. Severo propôs-lhe uma viagem aérea de preparação, mas ele disse ser essa prova inútil, assegurando que não lhe faltaria sangue-frio durante os testes do dirigível. Na manhã de 12 de maio de 1902, no voo inaugural do Pax, a aeronave pegou fogo e explodiu, matando Saché e Augusto Severo.

## Homenagens
Em 12 maio de 1902, duas ruas em Paris, próximas ao local do acidente, foram nomeadas Rue Severo e Rue Georges Saché, em homenagem aos aeronautas acidentados. 
Em Natal (Estado do Rio Grande do Norte) existe uma logradouro em sua homenagem, "Rua Sachet" (grafia Francesa) no bairro de Petrópolis/Ribeira que passa ao lado do Teatro Alberto Maranhão